# Hugues Aufray
Hugues Aufray, eigenlijke naam Jean Auffray (Neuilly-sur-Seine, 17 augustus 1929) is een Franse zanger. Hij groeide gedeeltelijk op in Spanje en begon zijn zangcarrière ook met Spaanse liedjes.
Hij vertegenwoordigde Luxemburg op het Eurovisiesongfestival 1964 met het lied Dès que le printemps revient en werd 4de.
Zijn bekendste liedjes zijn "Santiano," "Céline," "Stewball" en "Barco de Papel."
Hij is ook bekend voor zijn Franse covers van liedjes van Bob Dylan.

## Repertoire

### Bob Dylan covers
- Ballade de Hollis Brown (Ballad of Hollis Brown)
- Ce n'était pas moi (It ain't me babe)
- Ce que je veux surtout (All I really want to do)
- Comme des pierres qui roulent (Like a rolling stone)
- Corrina Corrina
- Dans le souffle du vent (Blowin' in the Wind)
- Dieu est à nos côtés (With God on our side)
- Knock knock ouvre-toi porte d'or (Knocking on Heaven's door)
- La fille du Nord (Girl from the North Country)
- La mort solitaire de Hattie Caroll (The lonesome death of Hattie Caroll)
- La réponse est dans le vent (Blowin' in the wind)
- Les temps changent (The Times They Are a-Changin')
- L'homme dota d'un nom chaque animal (Man gave names to all the animals)
- L'homme orchestre (Mr. Tambourine Man),
- Nous serons libres (I shall be released)
- N'y pense plus, tout est bien (Don't Think Twice, It's All Right)
- Oxford Town

### Félix Leclerc covers
- Attends-moi 'ti-gars'
- Bozo
- Ce matin-là
- Comme Abraham
- Dialogue des amoureux
- Elle n'est pas jolie
- J'ai deux montagnes à traverser
- La chanson du pharmacien
- La fille de l'île
- La mer n'est pas la mer
- Le bal
- Le petit bonheur
- Moi, mes souliers
- Notre sentier
- Tirelou
- Y'a des amours

### Jean-Pierre Sabar covers
- Au doux rivage
- Bye bye Moorea Tahiti
- L'enfant sauvage
- Tendez-lui la main

## Discografie

### Vinyl
- Céline/Le printemps revient, 1966
- Hugues Aufray chante Bob Dylan
- Vous ma lady/adieu 1972
- Dou Wakadou/On est les rois/Les remords et les regrets/Bambou
- L'homme orchestre/Je croyais/Laisse-moi petite fille/Les yeux fermés

### CD
- Concert intégral
- A l'Olympia, 1964
- La Terre est si belle, Carabas Production, 1991
- Little Troubadour, 1993
- Best of, 1994
- Le meilleur d'Hugues Aufray, 1999
- Aux vents solitaires 2001
- Hugues Aufray chante Félix Leclerc, 2005

### DVD
- Hugues Aufray, plus live que jamais ! 2005